# Ingela Linds pris
Ingela Linds pris är ett pris som vartannat år från 2024 delas ut till unga kritiker.
Ingela Lind var konstkritiker vid Dagens Nyheter och Sveriges Radio. Priset är instiftat av Linds familj och vänner och omfattar bland annat 20 000 kronor som öronmärks till en resa till Venedigbiennalen. Mottagaren skall vara högst 35 år gammal. 
Priset delas ut vartannat år med start i januari 2024. Ordförande i juryn är Linds äldste son Jakob Lind.

## Mottagare
- Donia Saleh – 2024